# Хана Ожоговска
Хана Ожоговска (на полски: Hanna Ożogowska) е полска преводачка на руска, немска и италианска литература, поетеса и писателка на произведения в жанра детска литература и лирика.

## Биография и творчество
Хана Ожоговска е родена на на 20 юли 1904 г. във Варшава, Полша. Завършва Института за специално образование и Педагогическия факултет на Свободния полски университет. Дебютира през 1932 г. в седмичника „Пламък“ като автор на детска литература. Публикува стихове за деца в „Нашият дневник“, седмично безплатно приложение на „Познански вестник“ за деца и младежи.
След войната до 1947 г. е главен редактор на списание „Пламъче“, след което до 1951 г. работи в средното училище в Лодз. Била е директор на Педагогическата гимназия за учители в детски градини в Лодз. В периода 1952 – 1969 г. е главен редактор на седмичника „Пламък“. Установява сътрудничество с Полското радио, била е и председател на отдела за детска литература към Съюза на Полското скаутство. В периода 1972 – 1988 г. е вицепрезидент на полската секция на Международния борд на книгите за млади хора.
Първата ѝ книга за деца, „За охлювът, който търси кнедли със сирене“, е издадена през 1950 г. През 1961 г. е издаден романът ѝ „Момиче и момче, или парти за 14 фойерверки“, по който през 1978 г. е направен едноименният телевизионен сериал.
През 1964 г. е издаден романът ѝ „Дупка в морето“. Той е за проблемите на юношеството, буйното въображение, за взаимоотношенията между младите хора. Действието на историята се развива в следвоенна Варшава, градът започва да се възстановява от войната, а няколко семейства живеят в един апартамент. Книгата е включена през 1966 г. в почетния списък на Международния борд на книгите за млади хора, работещ под егидата на ЮНЕСКО, и е преведена на много езици по света.
За творчеството си писателката е удостоена с редица престижни държавни награди.
Хана Ожоговска умира на 26 април 1995 г. във Варшава. Погребана е в сектора на лицата със заслуги към Полша във военното гробище „Повонзки“ във Варшава (парцел B35-7-11).

## Награди
- 1956 – Златен кръст за заслуги
- 1959 – Награда на министър-председателя
- 1967 – Рицарски кръст на Ордена на Възраждане на Полша
- 1967 – Медал на Комисията за народна просвета
- 1974 – Орден на усмивката
- 1974 и 1981 – награда на читателите на списание „Орлово перо“
- 1979 – Почетно звание „Заслужил учител на Народна република Полша“
- 1984 – Държавна награда първа степен
- 1984 – Медал за 40-годишнината на Народна Полша
- 1984 – Командирски кръст на Ордена на Възраждане на Полша
- 1984 – Златен кръст "За заслуги към Полската скаутска асоциация”
- 1985 – Награда на град Варшава
- 1987 – Почетно звание „Заслужил за националната култура“

## Произведения
- O ślimaku, co pierogów z serem szukał (1950)[1]
- Uczniowie III klasy (1950)
- Na Karolewskiej (1951)
- Swoimi słowami (1952)
- Nową drogą przez nowy most (1953)
- W Marcelkowej klasie (1955)
- Bajka o kłosku pszenicy (1955)
- Malowany wózek (1957)
- Marcinkowe wierszyki (1957)
- Złota kula (1957)
- Tajemnica zielonej pieczęci (1959)
- O królewnie, która bała się, że jej korona z głowy spadnie (1960)
- Scyzoryk i koledzy (1960)
- Chłopak na opak czyli Z pamiętnika pechowego Jacka (1960)
- Dziewczyna i chłopak, czyli heca na 14 fajerek (1961)
- Raz, gdy chciałem być szlachetny (1963)
- Ucho od śledzia (1964)
Дупка в морето, изд.: „Народна култура“, София (1974), прев. Добромир Добрев
- Głowa na tranzystorach (1968)
- Koleżanki (1971)
- Za minutę pierwsza miłość (1972)
- Przygody Scyzoryka (1980)
- Entliczki pentliczki (1983)
- Lusterko dla każdej dziewczyny (1987)
- Druga klasa – fajna klasa! (1989)
- Piórko do pióreczka (1989)

### Екранизации
- 1978 Dziewczyna i chlopak – тв сериал